# Södra Kalhäran
Södra Kalhäran är en ö i Åland (Finland). Den ligger i Skärgårdshavet och i kommunen Kökar i landskapet Åland, i den sydvästra delen av landet. Ön ligger omkring 51 kilometer öster om Mariehamn och omkring 230 kilometer väster om Helsingfors.
Öns area är 4,4 hektar och dess största längd är 320 meter i sydöst-nordvästlig riktning.